# سولاخان
سولاخان روستایی است در دهستان عربخانه از توابع بخش شوسف شهرستان نهبندان، واقع در استان خراسان جنوبی که بر پایه سرشماری عمومی نفوس و مسکن در سال ۱۳۹۵ جمعیت آن ۷۳ نفر (در ۲۷ خانوار) بوده‌است.